# Torsten Gutsche
Torsten Gutsche (n. 8 iunie 1968, Eisenhüttenstadt, Brandenburg, Germania) este un caiacist german, medaliat olimpic. A participat la 2 ediții ale Jocurilor Olimpice (1992, 1996) în care a câștigat 3 medalii de aur și o medalie de argint.